# Брасак (Тарн)
Брасак (фр. Brassac) насеље је и општина у јужној Француској у региону Миди Пирене, у департману Тарн која припада префектури Кастр.
По подацима из 2011. године у општини је живело 1.396 становника, а густина насељености је износила 58,48 становника/km². Општина се простире на површини од 23,87 km². Налази се на средњој надморској висини од 487 метара (максималној 828 m, а минималној 463 m).

## Демографија
| 1962. | 1968. | 1975. | 1982. | 1990. | 1999. | 2006. | 2011. |
| ----- | ----- | ----- | ----- | ----- | ----- | ----- | ----- |
| 1.578 | 1.611 | 1.629 | 1.671 | 1.539 | 1.427 | 1.482 | 1.396 |

График промене броја становника у току последњих година